# Zicht (gereedschap)

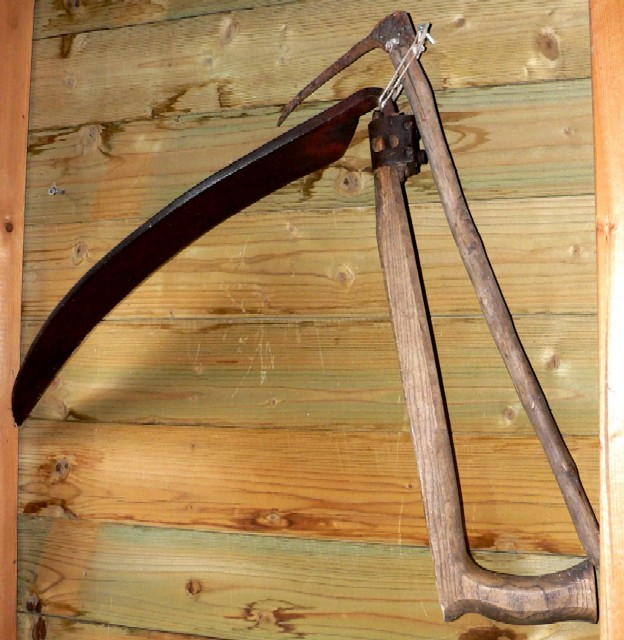
Zicht en pikhaak

Een zicht is een landbouwwerktuig voor het maaien van graan dat het midden houdt tussen een zeis en een sikkel. Het is niet duidelijk of de zicht is afgeleid van beide werktuigen, of dat het een eigen ontstaansgeschiedenis heeft.
Een zicht en een sikkel worden met één hand gehanteerd, een zeis met twee handen. De zicht heeft een gebogen, smeedijzeren of stalen blad dat haaks op een korte houten steel bevestigd is. In tegenstelling tot het zeisblad blijft het naar de punt toe breder, om bij het slaan beter in evenwicht te blijven en zo gemakkelijker horizontaal te kunnen kappen.
De steel en het handvat van een zicht heten samen de werft. De werft wordt gemaakt uit een speciaal gevormd stuk hout, om als handvat en steel van het maaiblad te dienen. Er zijn verschillende vormen van handvat in omloop, waarvan die in de afbeelding hiernaast een eenvoudige uitvoering is. Het is in veel gevallen echter elleboogvormig gekromd, kan uit één stuk zijn en is dan vaak van haagbeuk of hazelaar. Dit elleboogvormige steel-met-handvat kan alleen overleven in het gebruik als het van niet-splijtend hout wordt gemaakt; iepenhout dus. Tenzij een tak met zijtak wordt gebruikt. Indien hij uit twee stukken bestaat, is het handvat in een hoek van 60° tot 90° verbonden met de steel en verkoos men wilgenhout voor beide stukken. Het handvat is recht, soms voorzien van een brede plaat om op de voorarm te steunen en eindigt bijna altijd met een verbreding naar het uiteinde. De werft van een zicht is ongeveer half zo lang als de steel van een zeis.
De vrije hand wordt gebruikt voor het hanteren van een pik-, ber- of mathaak om het graan te verzamelen tot een schoof of garf. Een aantal werd dan rechtop gezet tot een hok om verder te drogen. Een pikhaak bestaat uit een houten handvat van ongeveer 60 centimeter met een licht gebogen haak van ongeveer 15 centimeter loodrecht erop.
Tot de komst van de zelfrijdende maaidorser werd dit gereedschap gebruikt voor het vrijmaken van een werkstrook om het perceel graan te oogsten met een zwadmaaier, zelfbinder of de getrokken maaidorser.